# Залесное (Тверская область)
Залесное — деревня в Лесном районе Тверской области. Относится к Бохтовскому сельскому поселению.

## История
В 1967 г. указом президиума ВС РСФСР деревня Свинино переименована в Залесная.

## Население
| 2008 | 2010 |
| ---- | ---- |
| 42   | ↘27  |